# Armory Show

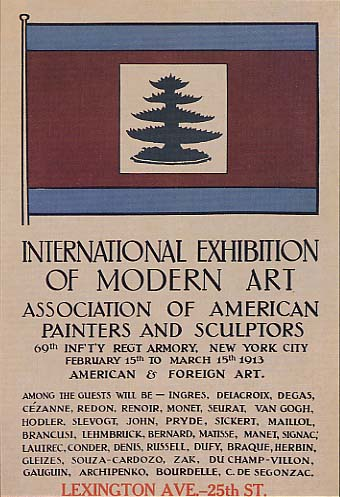
Cartel del Armory Show. 1913.

Armory Show, denominación en inglés de las exhibiciones artísticas que han tenido lugar en la armería del 69.º regimiento de la Guardia Nacional en Nueva York, es el término utilizado habitualmente para referirse a la International Exhibition of Modern Art (Exposición Internacional de Arte Moderno) que tuvo lugar entre el 17 de febrero y el 15 de marzo de 1913. Esta exposición se convirtió en un punto de inflexión para el arte de Estados Unidos en dirección al denominado "arte moderno", frente al hasta entonces dominante academicismo. Provocó que los artistas estadounidenses se hicieran más independientes y crearan su propio lenguaje artístico.

## Organización

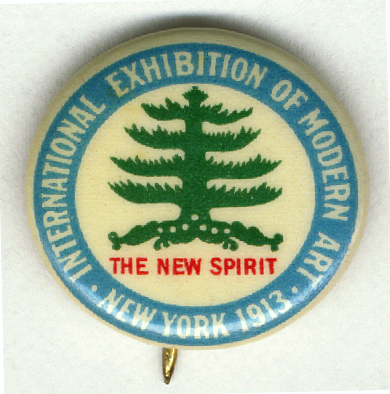
Armory show button,1913

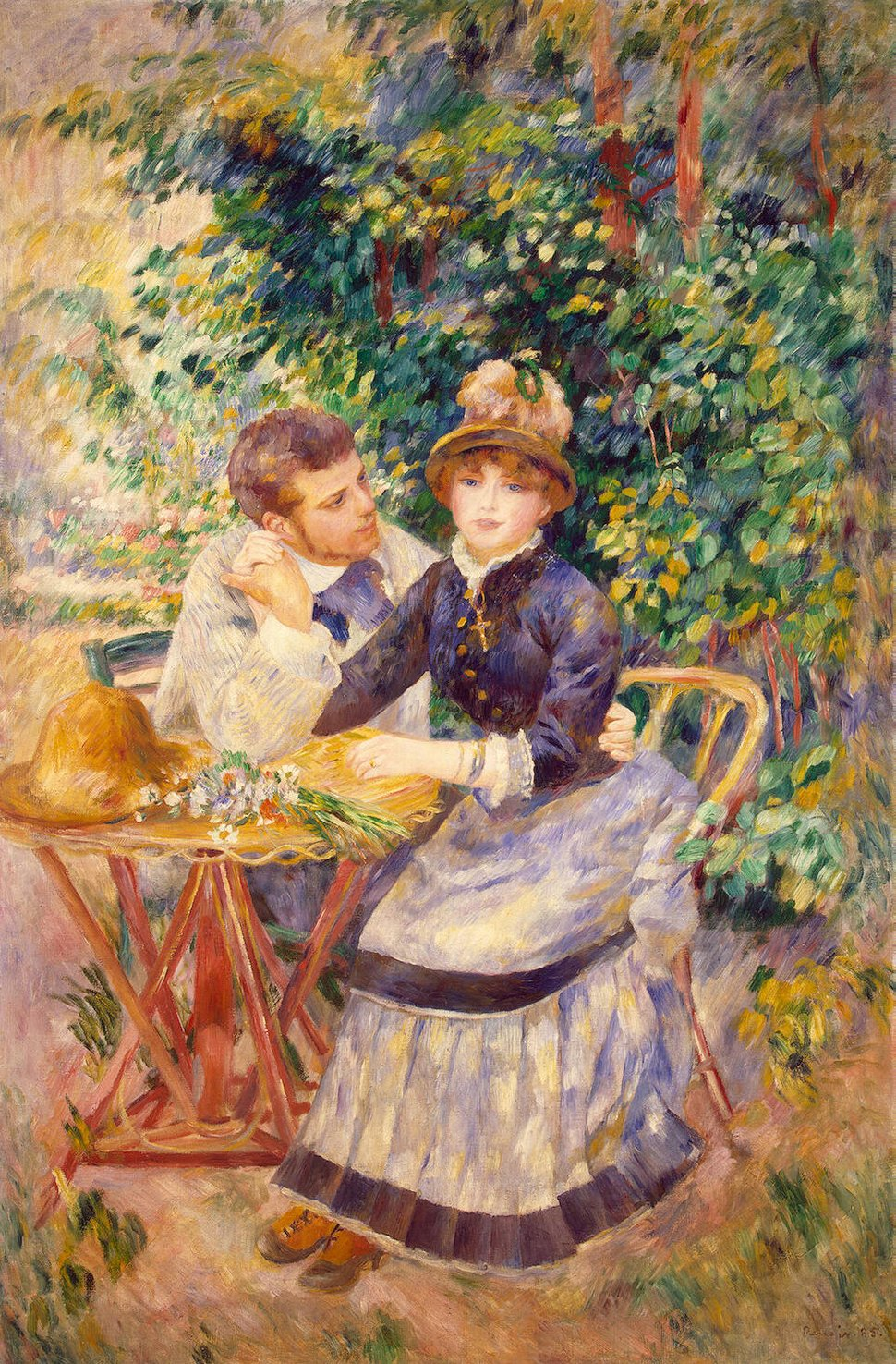
Pierre-Auguste Renoir - In the Garden

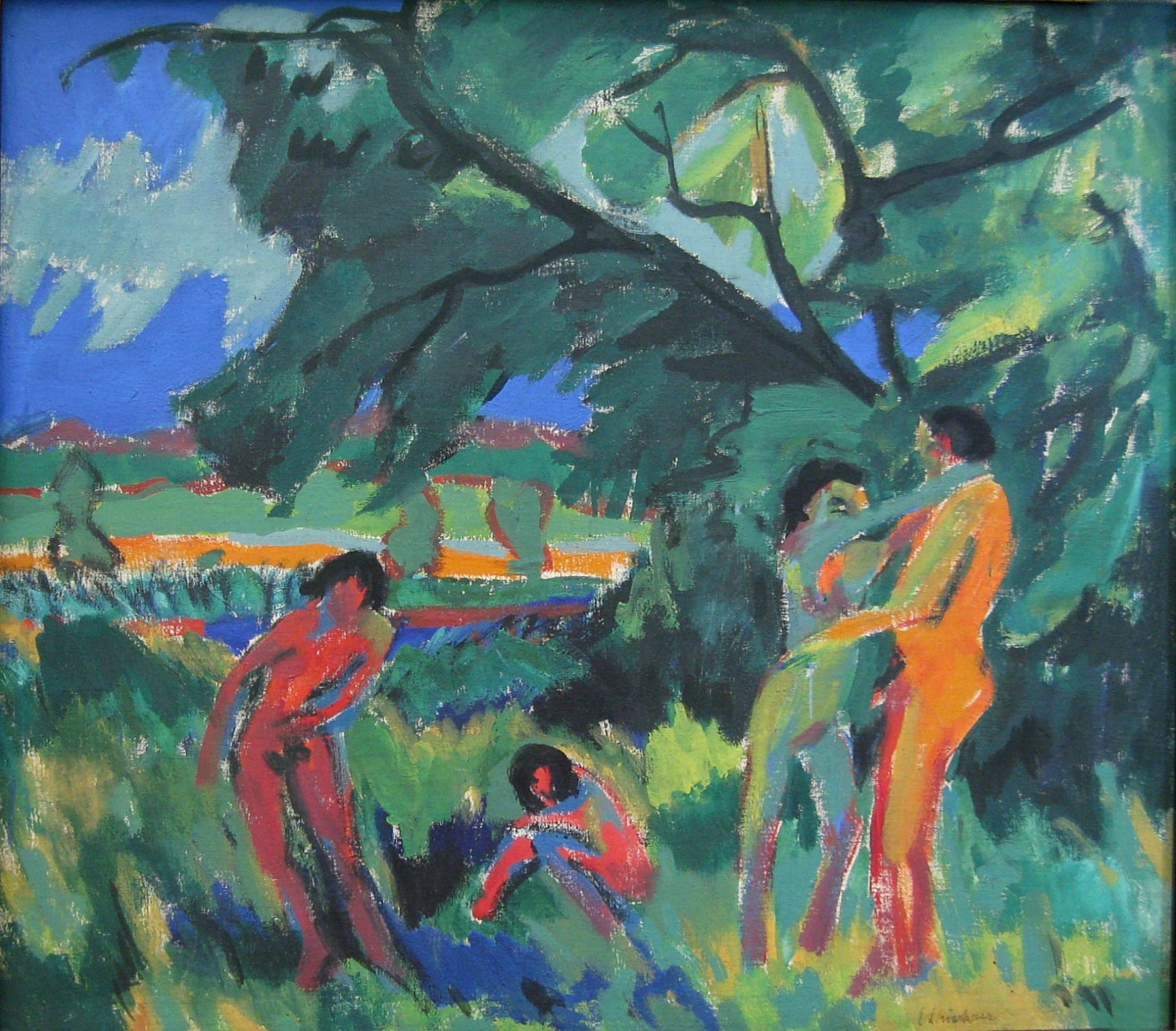
Ernst Ludwig Kirchner Spielende nackte Menschen 1910

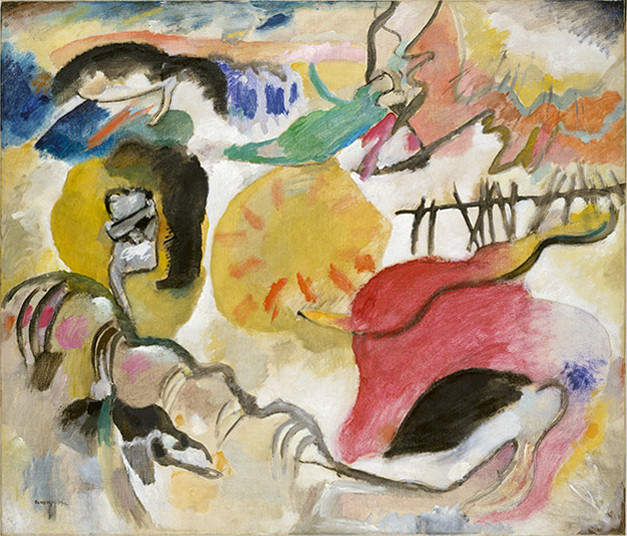
Vassily Kandinsky, 1912 - Improvisation 27, Garden of Love II

El Armory Show fue organizado por la Association of American Painters and Sculptors (Walter Pach, Arthur Bowen Davies y Walt Kuhn). Mostró alrededor de 1.250 pinturas, esculturas y obras decorativas de más de 300 artistas. Fue ideada inicialmente por sus organizadores como una selección de obras de artistas únicamente estadounidenses; pero se terminó desarrollando como un panorama general de los movimientos artísticos de actualidad en Europa, debido principalmente al enfoque moderno de Arthur B. Davies, el presidente de la institución organizadora.

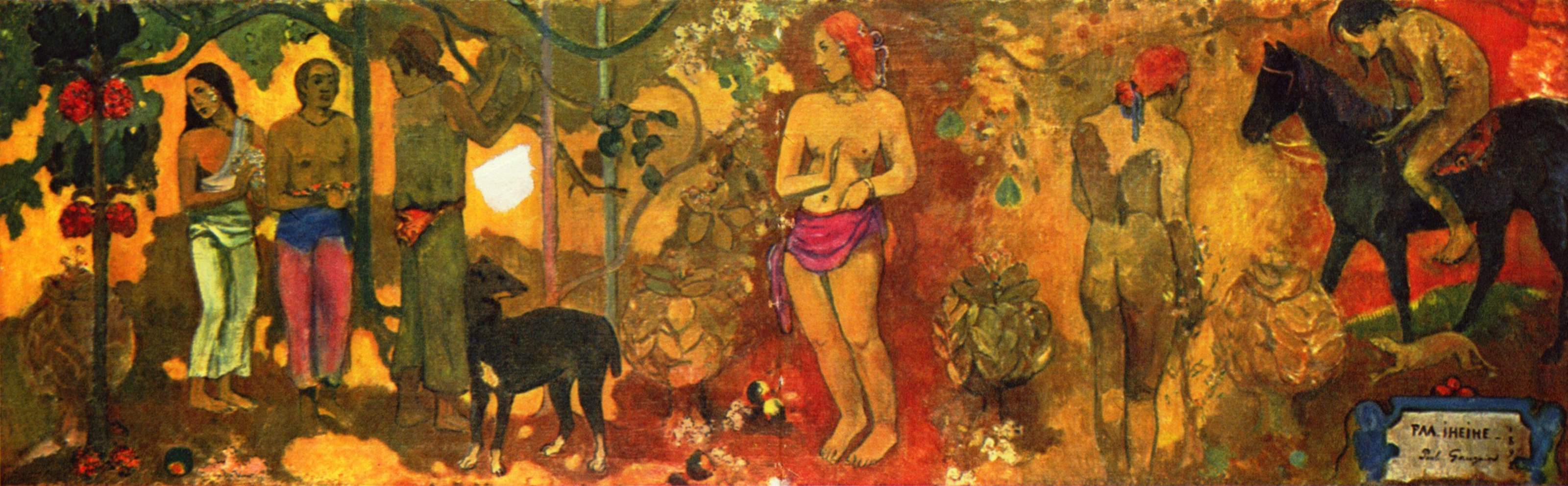
Paul Gauguin - Reo Mā`ohi: Faa iheihe (Fa'ai'ei'e)

De las 1.300 obras presentadas, un tercio provenían del Viejo Continente, describiendo el desarrollo del arte de la Edad Contemporánea desde Francisco de Goya hasta Marcel Duchamp y Vasily Kandinsky, con obras representativas del impresionismo, el simbolismo, el postimpresionismo, el cubismo y el fauvismo.
La muestra dio a conocer al público norteamericano, por primera vez, el arte de vanguardia europeo; frente al que el arte nacional careció de mayor atención. De entre los pintores estadounidense, se destacaron los miembros del grupo The Eight de la escuela Ashcan.
La exhibición pasó por Chicago y Boston, cimentándose por sí misma como un evento decisivo en el desarrollo de las artes visuales y el coleccionismo de arte.

### Antecedentes: formación de la AAPS
El 14 de diciembre de 1911 se organizó en la Madison Gallery de Nueva York una de las primeras reuniones de lo que se convertiría en la Asociación de Pintores y Escultores Estadounidenses (AAPS). Cuatro artistas se reunieron para discutir la escena del arte contemporáneo en los Estados Unidos y las posibilidades de organizar exposiciones de obras de arte progresistas de artistas estadounidenses y extranjeros vivos, favoreciendo obras ignoradas o rechazadas por las exposiciones corrientes. La reunión incluyó a Henry Fitch Taylor, Jerome Myers, Elmer Livingston MacRae y Walt Kuhn.
En enero de 1912, Walt Kuhn, Walter Pach y Arthur B. Davies se unieron a unas dos docenas de sus colegas para reforzar la AAPS. Pretendían que la organización "dirigiera el gusto público por el arte, en lugar de seguirlo". Otros miembros fundadores de la AAPS incluyeron a D. Putnam Brinley, Gutzon Borglum, John Frederick Mowbray-Clarke, Leon Dabo, William J. Glackens, Ernest Lawson, Jonas Lie, George Luks, Karl Anderson, James E. Fraser, Allen Tucker y J. Alden Weir. La AAPS se dedicaría a crear nuevas oportunidades de exposición para artistas jóvenes fuera de los límites académicos existentes, así como a brindar experiencias artísticas educativas para el público estadounidense. Davies actuó como presidente de la AAPS, con Kuhn actuando como secretario. 

### Planteamiento de la exposición
Los miembros de la AAPS pasaron más de un año planificando su primer proyecto: la Exposición Internacional de Arte Moderno, una muestra de proporciones gigantes, como ninguna otra que se haya visto en Nueva York. La Armería del 69.º Regimiento se estableció como el sitio principal para la exhibición en la primavera de 1912, alquilada por una tarifa de 5.000 dólares, más 500 adicionales para personal adicional. Se confirmó que el programa viajaría más tarde a Chicago y Boston.
Una vez que se aseguró el espacio, la tarea de planificación más complicada fue seleccionar las obras de arte para la muestra, particularmente después de que se tomó la decisión de incluir una gran proporción de obras europeas de vanguardia, la mayoría de las cuales nunca habían sido vistas por una audiencia estadounidense. En septiembre de 1912, Kuhn partió para una extensa gira de coleccionismo por Europa, incluidas paradas en ciudades de Inglaterra, Alemania, los Países Bajos y Francia, visitando galerías, colecciones y estudios y contratando préstamos a medida que avanzaba. Mientras estaba en París, Kuhn se reunió con Pach, quien conocía íntimamente la escena artística allí y era amigo de Marcel Duchamp y Henri Matisse. Davies se unió a ellos allí en noviembre de 1912. Juntos aseguraron tres pinturas que terminarían estando entre las más famosas y polarizadoras del Armory Show: Blue Nude (Souvenir de Biskra) y Madras Rouge (Red Madras Headdress) de Matisse y Desnudo bajando una escalera, No. 2 de Duchamp. Solo después de que Davies y Kuhn regresaron a Nueva York en diciembre emitieron invitaciones para que participaran artistas estadounidenses.
Pach fue el único artista estadounidense que estuvo estrechamente afiliado con el grupo de artistas de la Section d'Or, incluidos Albert Gleizes, Jean Metzinger, los hermanos Duchamp; Marcel Duchamp, Raymond Duchamp-Villon, Jacques Villon y otros. Pach fue responsable de obtener préstamos de estos pintores para el Armory Show. La mayoría de los artistas de París que enviaron obras al Armory Show conocían personalmente a Pach y le confiaron sus obras.
The Armory Show fue la primera y, en última instancia, la única exposición montada por la AAPS. Mostró unas 1.300 pinturas, esculturas y obras decorativas de más de 300 artistas europeos y estadounidenses de vanguardia. Se presentaron obras impresionistas, fauvistas y cubistas.

## Repercusión
Los artículos de prensa se llenaron con acusaciones de charlatanería, locura, inmoralidad y anarquía, y también con parodias, caricaturas y burlas. El presidente Theodore Roosevelt declaró refiriéndose al arte moderno, That's not art!!! (Eso no es arte).
Entre las obras más escandalosas destacó Desnudo descendiendo una escalera, n.º 2, de Marcel Duchamp (pintada un año antes, en 1912), que representaba el movimiento mediante imágenes superpuestas. Julian Street, un crítico de arte del New York Times escribió que la obra parecía «una explosión en una fábrica de tejas» y los dibujantes de los diarios la satirizaron.
La compra de La Colline des pauvres de Paul Cézanne por el Metropolitan Museum of Art fue un signo de la integración del arte moderno en los museos neoyorkinos. No obstante, Cézanne era un maestro reconocido, no como muchos de los jóvenes artistas que exhibían en el Armory Show.
El hermano de Duchamp, que expuso con el nombre de Jacques Villon, vendió todos sus grabados cubistas y logró una buena relación con los coleccionistas de Nueva York, que le dieron su apoyo en las décadas siguientes.

## Bibliografía

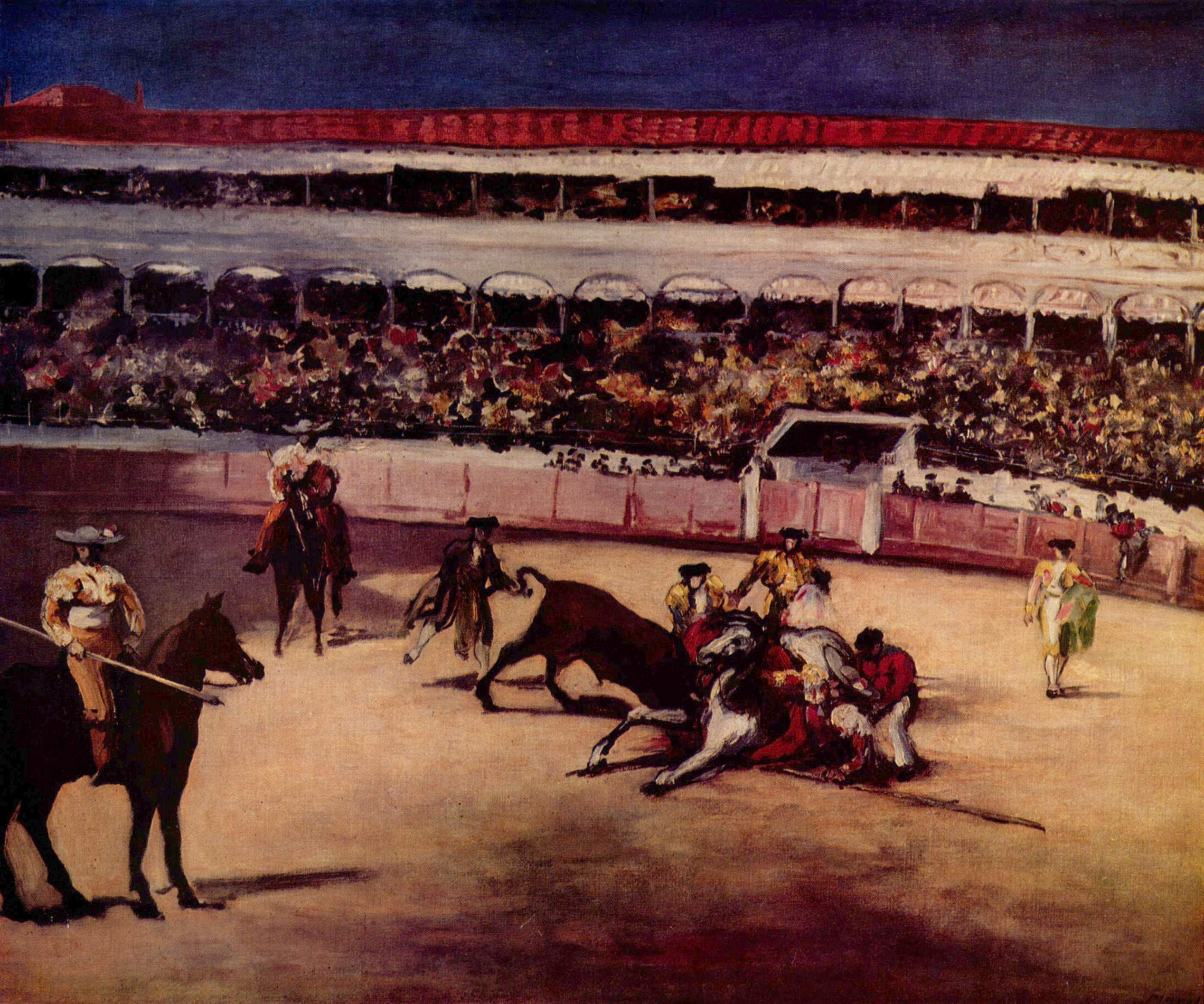
Edouard Manet. Corrida de toros 1866

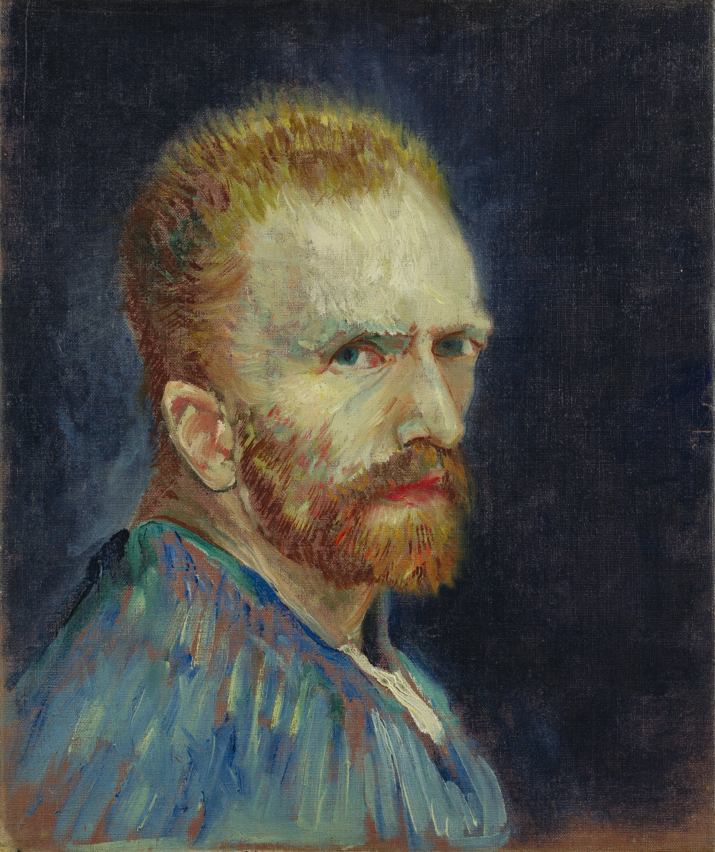
Vincent van Gogh, Self-Portrait, c. 1887, Wadsworth Athenaeum Museum of Art, Hartford, Connecticut

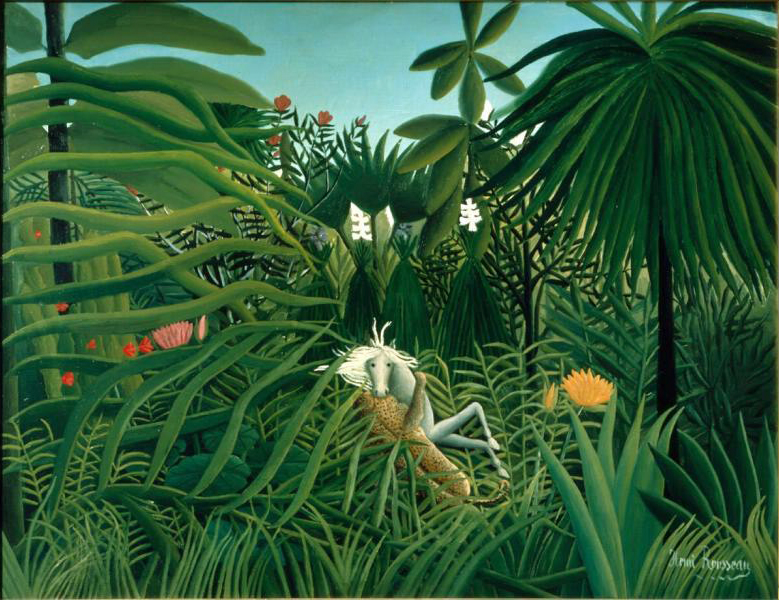
Henri Rousseau, 1910, Cheval attaqué par un jaguar. Pushkin Museum

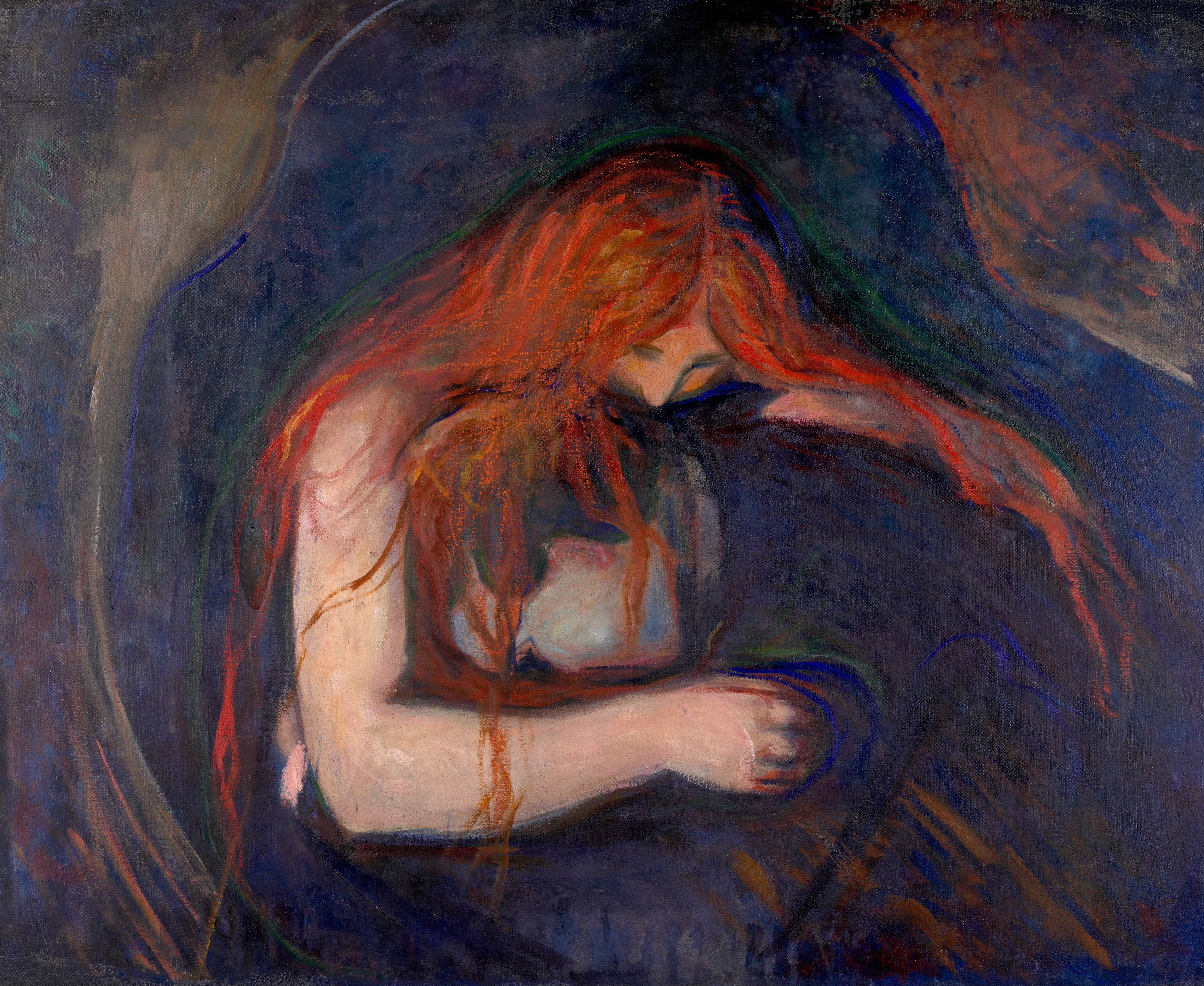
Edvard Munch - Vampire (1895)

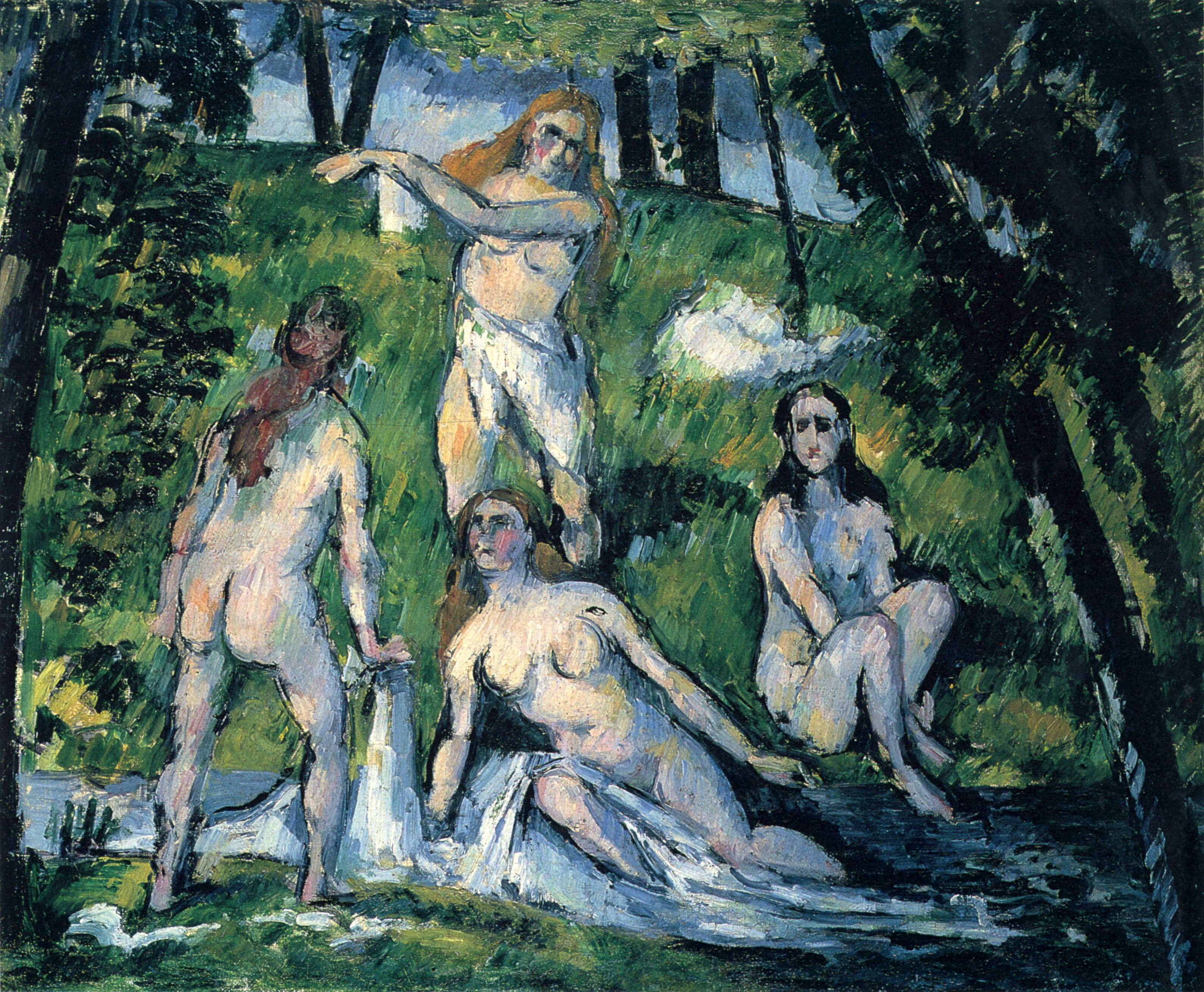
Quatre baigneuses, by Paul Cézanne, Pola Museum of Art, Yorck

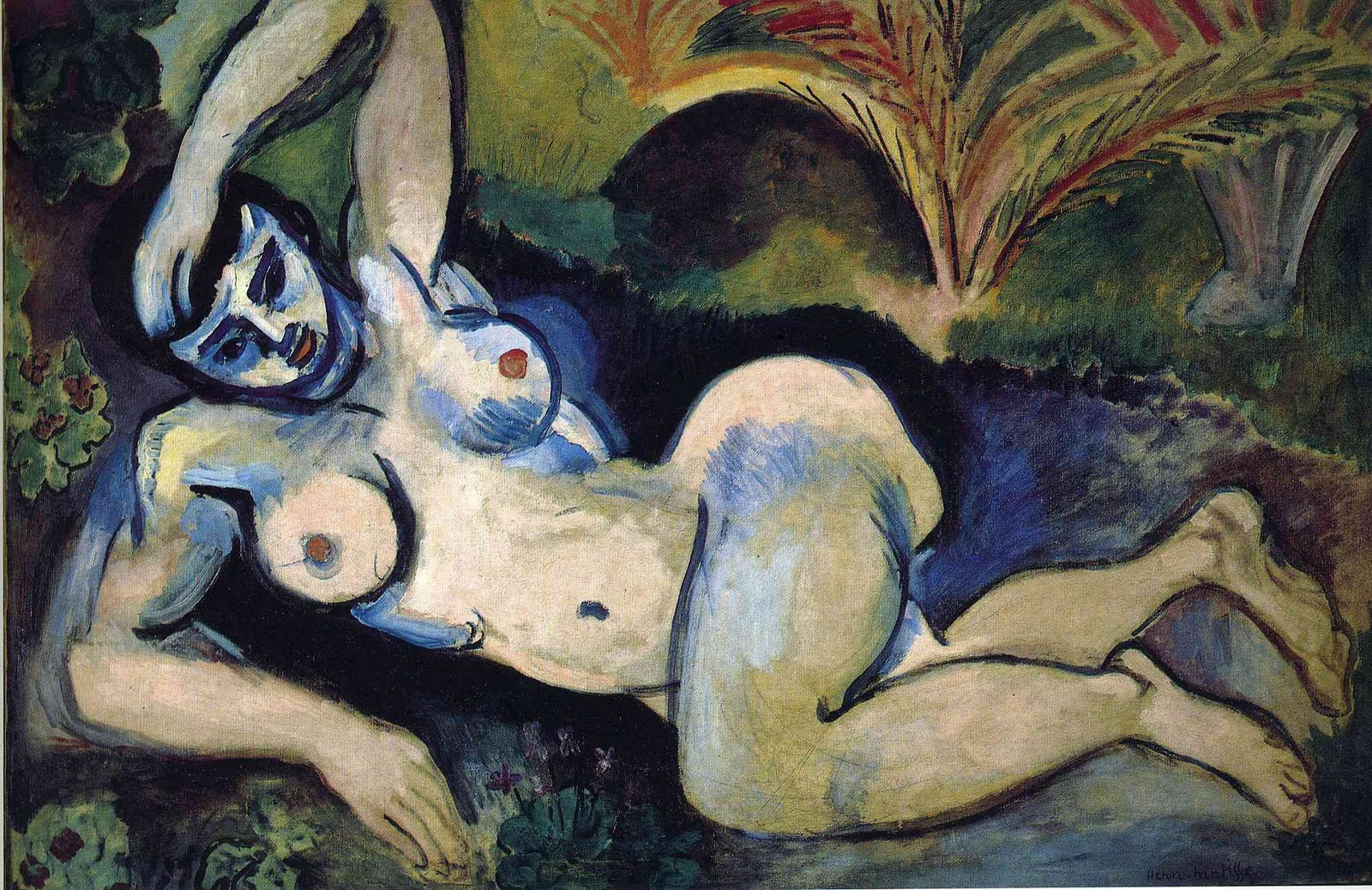
Desnudo azul (recuerdo de Biskra) de Henri Matisse

## Obras destacadas presentes en la exposición
- Eugène Delacroix, Christ on the Sea of Galilee, 1854
- Honoré Daumier, The Third Class Wagon, 1862–1864
- Édouard Manet, The Bullfight, 1866
- James Abbott McNeill Whistler, Arrangement in Grey and Black: The Artist's Mother 1871
- Pierre-Auguste Renoir, In The Garden 1885, Hermitage Museum, St. Petersburg
- Mary Cassatt, Mère et enfant (Reine Lefebre and Margot before a Window), c.1902
- Georges Seurat, Models (Les Poseuses) 1886-88, Barnes Foundation, Philadelphia
- Vincent van Gogh, Autorretrato, c. 1887, oil on canvas, 40 x 34 cm (15 ¾ by 13 ⅜ in). Wadsworth Atheneum Museum of Art, Hartford, CT
- Vincent van Gogh, Portrait of Adeline Ravoux 1890, Cleveland Museum of Art
- Vincent van Gogh, Mountain in Saint-Rémy, 1889, Solomon R. Guggenheim Museum
- Albert Pinkham Ryder, Seacoast in Moonlight, 1890, the Phillips Collection, Washington D. C.
- Paul Gauguin, Words of the Devil, 1892, National Gallery of Art, Washington D. C.
- Paul Gauguin, Nature morte à l'estampe japonaise (Flowers Against a Yellow Background), 1889, oil on canvas, 72.4 × 93.7 cm, Museum of Contemporary Art, Tehran
- Paul Gauguin, Tahitian Pastorals, (Reo Mā`ohi: Faa iheihe (Fa'ai'ei'e)), 1898, National Gallery on loan from the Tate
- Henri Rousseau, The Centenary of the Revolution, 1892
- Henri Rousseau, Cheval attaqué par un jaguar (Jaguar Attacking a Horse), 1910, oil on canvas, 116 x 90 cm, Pushkin Museum
- Edvard Munch, Vampire 1893–94, Nasjonalgalleriet, Oslo
- Paul Cézanne, Old Woman with Rosary, 1895–1896
- Paul Cézanne, Baigneuses, 1877–1878
- Julian Alden Weir, The Red Bridge, 1895
- Claude Monet, Water Lilies and Japanese Bridge, 1897–1899
- John Twachtman, Hemlock Pool, c.1900
- Henri-Edmond Cross, Cypresses at Cagnes, c.1900
- Paul Signac, Port de Marseille, 1905, Metropolitan Museum of Art
- André Derain, 1912, Window on the Park (La Fênetre sur le parc), 130.8 × 89.5 cm, Museum of Modern Art, New York
- André Derain, Landscape in Provence (Paysage de Provence) (c. 1908), Brooklyn Museum, Brooklyn
- Odilon Redon, Le Silence, 1900, pastel, 54.6 × 54 cm, Museum of Modern Art, New York
- Odilon Redon, Roger and Angelica, 1910
- George Bellows, Both Members of This Club, 1909
- Othon Friesz, Landscape with Figures, 1909, oil on canvas, 65 × 83 cm
- Amadeo de Souza Cardoso, Saut du Lapin, 1911
- Amadeo de Souza Cardoso, Avant la Corrida, 1912, oil on canvas, 60 × 92 cm, Calouste Gulbenkian Foundation, Lisbon, Portugal
- Robert Winthrop Chanler, Leopard and Deer, 1912, gouache or tempera on canvas, mounted on wood, 194.3 × 133.4 cm, Rokeby Collection
- Edward Middleton Manigault, The Clown, 1910–12, oil on canvas, 86.4 × 63.2 cm, Columbus Museum of Art, Ohio
- Patrick Henry Bruce, Still Life, ca. 1912
- Ernst Ludwig Kirchner, Naked Playing People, 1910
- Wassily Kandinsky, Improvisation 27 (Garden of Love II), 1912, oil on canvas, 47 3/8 x 55 1/4 in. (120.3 x 140.3 cm), The Metropolitan Museum of Art, New York
- Maurice Prendergast, Landscape With Figures, 1913
- Robert Henri, Figure in Motion, 1913
- Arthur B. Davies, Reclining Woman (Drawing),, 1911, Pastel on gray paper
- Henri Matisse, Madras Rouge, The Red Turban, 1907, Barnes Foundation
- Henri Matisse, Desnudo azul (recuerdo de Biskra), 1907, Baltimore Museum of Art
- Henri Matisse, Le Luxe II, 1907–08, distemper on canvas, 209.5 × 138 cm, Statens Museum for Kunst, Copenhague
- Henri Matisse, L'Atelier Rouge, 1911, oil on canvas, 162 × 130 cm., The Museum of Modern Art
- Pablo Picasso, 1910, Woman with Mustard Pot (La Femme au pot de moutarde), oil on canvas, 73 x 60 cm, Gemeentemuseum, The Hague
- Georges Braque, Violin: "Mozart Kubelick", 1912, oil on canvas, 45.7 × 61 cm, Metropolitan Museum of Art
- Albert Gleizes, 1910, La Femme aux Phlox (Woman with Phlox), oil on canvas, 81 x 100 cm, Museum of Fine Arts, Houston
- Albert Gleizes, L'Homme au Balcon, Man on a Balcony (Portrait of Dr. Théo Morinaud), 1912, Philadelphia Museum of Art. Published in the Record Herald, Chicago, 25 de marzo de 1913 (see page 140)
- Marcel Duchamp, Nude Descending a Staircase, No. 2, 1912, Philadelphia Museum of Art
- Marcel Duchamp, 1911-1912, Nude (Study), Sad Young Man on a Train (Nu, esquisse, jeune homme triste dans un train), oil on cardboard mounted on Masonite, 100 × 73 cm, Peggy Guggenheim Collection, Venice
- Francis Picabia, Grimaldi après la pluie (believed to be Souvenir of Grimaldi, Italy), ca. 1912, location unknown
- Francis Picabia, The Dance at the Spring, 1912, oil on canvas, 47 7/16 × 47 1/2 inches (120.5 × 120.6 cm), Philadelphia Museum of Art, Philadelphia
- Francis Picabia, The Procession, Seville, 1912, oil on canvas, 121.9 × 121.9 cm, National Gallery of Art, Washington D. C.
- Robert Delaunay, Window on the City, No. 4, 1910-11 (1912)
- Jacques Villon, 1912, Girl at the Piano (Fillette au piano), oil on canvas, 129.2 x 96.4 cm, oval, Museum of Modern Art, New York. Exhibited at the 1913 Armory Show, New York, Chicago and Boston.
- Aristide Maillol, Bas Relief, terracotta. Exhibited at the 1913 Armory Show, New York, Chicago, Boston.
- Alexander Archipenko, 1910–11, Negress (La Negresse)
- Alexander Archipenko, La Vie Familiale (Family Life), 1912. Exhibited at the 1912 Salon d'Automne, Paris and the 1913 Armory Show in New York, Chicago and Boston. The original sculpture (approx six feet tall) was accidentally destroyed
- Alexander Archipenko, Le Repos, 1912, Armory Show postcard published in 1913
- Constantin Brâncuși, 1909, Portrait De Femme (La Baronne Renée Frachon), now lost. Armory Show, published press clipping, 1913
- Constantin Brâncuși, 1912, Portrait of Mlle Pogany, Philadelphia Museum of Art. Armory Show postcard
- Constantin Brâncuși, The Kiss, 1907-1908, published in the Chicago Tribune, 25 de marzo de 1913
- Constantin Brâncuși, Une Muse, 1912, plaster, 45.7 cm (18 in.) Armory Show postcard. Exhibited: New York (no. 618); The Art Institute of Chicago (no. 26) and Boston, Copley Hall (no. 8)
- Andrew Dasburg, ca. 1912, Lucifer, plaster of Paris, no. 647 of the catalogue. Dasburg extensively reworked by carving directly into a sculpture of a life-size plaster head by Arthur Lee.(American Studies at the University of Virginia)
- Abastenia St. Leger Eberle, 1912–13, The White Slave. Photograph from The Survey, Journal Publication, Ohio, 3 de mayo de 1913
- John Frederick Mowbray-Clarke, ca. 1912, Group, sculpture
- Wilhelm Lehmbruck, 1911, Femme á genoux (The Kneeling One), cast stone, 176 × 138 × 70 cm
- Raymond Duchamp-Villon, 1910–11, Torse de jeune homme (Torso of a young man), terracotta, 60.4 cm (23 3/4 in), Armory Show postcard, published 1913. Hirshhorn Museum and Sculpture Garden, Smithsonian Institution, Washington D. C.
- Jacob Epstein, The Rock Drill, 1913, in its original form, it is now lost.
- Antoine Bourdelle, Herakles the Archer, 1909
- George Grey Barnard, The Birth, c. 1913, marble